# Campionati africani di atletica leggera 2016 - Lancio del disco maschile
Il concorso del lancio del disco maschile ai Campionati africani di atletica leggera di Durban 2016 si è svolto il 23 giugno 2016 al Kings Park Stadium.

## Programma
| Data           | Ora | Turno  |
| -------------- | --- | ------ |
| 23 giugno 2016 |     | Finale |

## Risultati

### Finale
| Class   | Atleta              | Nazione        | Risultati | Note |
| ------- | ------------------- | -------------- | --------- | ---- |
| Oro     | Russell Tucker      | Sudafrica      | 61.44     |      |
| Argento | Stephen Mozia       | Nigeria        | 59.16     |      |
| Bronzo  | Dewaald Van Heerden | Sudafrica      | 58.44     |      |
| 4       | Mouaz Elsergany     | Egitto         | 50.13     |      |
| 5       | Luccioni Mve        | Gabon          | dns       |      |
| dns     | Franck Elemba       | Rep. del Congo | dns       |      |